# 科布莱蒂

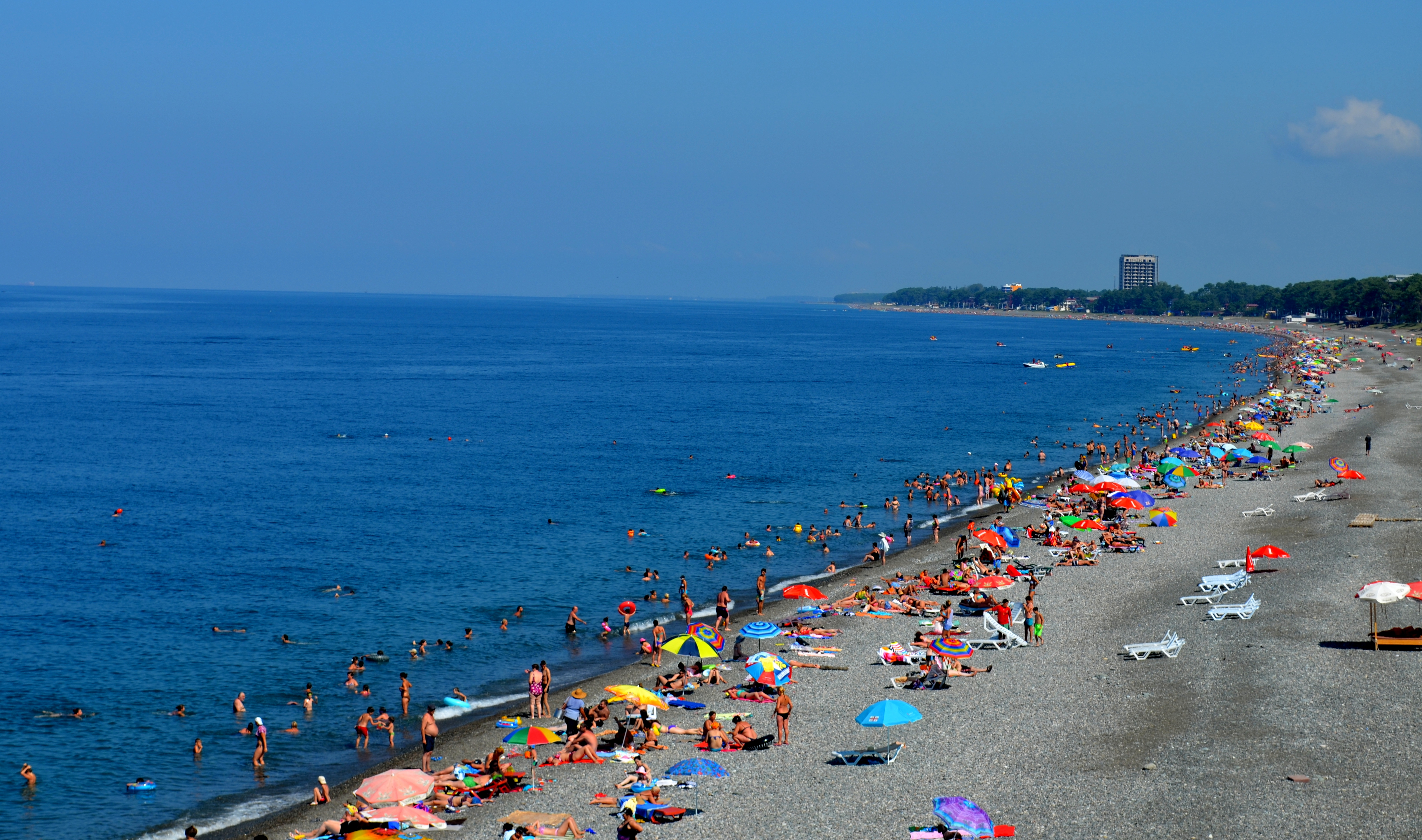
科布莱蒂的海灘

科布莱蒂是格魯吉亞阿扎尔自治共和国科布莱蒂市镇内的城镇及其行政中心。位於該國東南部的黑海東岸，受亞熱帶氣候影響，主要經濟活動是旅遊業和農業，2014年人口16,546。
41°49′12″N 41°46′31″E / 41.82000°N 41.77528°E